# Новосельцев, Жан Вадимович
Жан Вадимович Новосельцев (укр. Жан Вадимович Новосельцев; род. 17 июня 1980, Харьков) — украинский журналист, бывший ведущий программы «Гроші» на телеканале 1+1 и сотрудник телеканала «GromTV». Возглавлял и был одним из создателей 17 канала.
Родился 17 июня 1980 года в Харькове.

## Карьера
По первому образованию педагог — учитель валеологии и физкультуры. В школе и институте преподавал — параллельно с учебой. В 2002 году окончил Харьковскую государственную академию питания и торговли по специальности «менеджер внешнеэкономической деятельности». Работал торговым представителем, даже успел потрудиться в сетевом маркетинге.
В 2002 году работал корреспондентом новостей Харьковской государственной телерадиокомпании.
Затем перешел работать на харьковский канал АТН. Через полгода получил приглашение от канала НТН и переехал в Киев.
В 2006 году перешел на канал 1+1. Работал корреспондентом ТСН, специализировался на журналистских расследованиях.

## Работа на 1+1
На телеканале 1+1 начал работать корреспондентом ТСН. С того времени и до сих пор специализируется на журналистских расследованиях.
В 2008 году после цикла расследований «Жесть мундира», где раскрывается коррупция в правоохранительных органах, Новосельцев получил в свой адрес ряд угроз от неизвестных. СБУ была вынуждена предоставить журналисту охрану — больше месяца рядом с ним 24 часа в сутки находились бойцы спецподразделения «Альфа».
В 2010 году был один из организаторов журналистского движения «Стоп цензуре!».
В 2010 году вместе с Алексеем Душкой был ведущим спецпроекта журналистских расследований «Личное дело».
В апреле 2011 года был ведущим программы «мужских» новостей «Час пик» на телеканале 2+2.
С сентября 2012 года был ведущим программы социальных расследований «Гроші».

## «Гром. TV», 17 канал
Работал с интернет-телеканалом «Гром. TV», созданным в июле 2013 года. Журналистов телеканала обвиняли в публикации информационных вбросов против участников.
6 мая 2014 года руководство канала «1+1» сообщило, что разрывает договор с Новосельцевым из-за его сотрудничества с проектом «Гром. TV», «который, связан с экс-министром МВД Виталием Захарченко и Виктором Зубрицким.»
В июле 2014 года сообщил о готовящемся запуске «17 канала», который по его словам будет освещать различные точки зрения на происходящее на Украине. Данное СМИ представляло собой аккаунт на Youtube и не осуществляет полноформатного вещания. Инвестором проекта в 2016 году Новосельцев назвал выходца из Донецка и предпринимателя Константина Шкарбана, который позже продал проект неназванной западной компании. Телеканал критиковался украинскими СМИ за симпатии к ДНР и ЛНР, пророссийскую редакционную политику, информационные вбросы и манипуляции. В свою очередь российский государственный телеканал Россия-24 снял про работников 17 канала документальный фильм «Адекватники».
В феврале 2017 года Жан Новосельцев покинул телеканал вместе с руководителем департамента расследований 17 канала Андреем Павловским без объяснения причин.

## Дальнейшая карьера
На досрочных парламентских выборах 2019 года баллотировался в народные депутаты Украины по мажоритарному округу 94 (Обуховский и Васильковский районы Киевской области), где набрал 1,51 % голосов. Победил в округе журналист и ведущий программы «Гроші» Александр Дубинский (40,94 % голосов).

## Увлечения
Хобби — спорт. Играет в теннис, занимается вольной борьбой.